# Club Atlético Vélez Sársfield

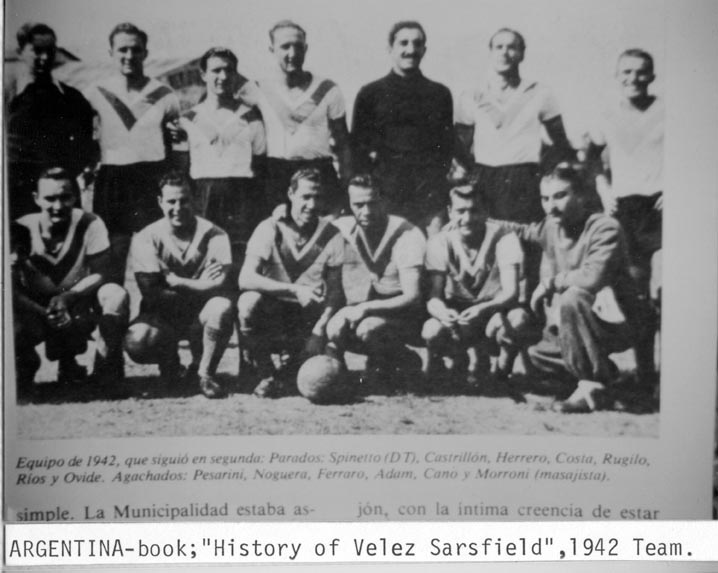
>Aceasta este o imagine de 1942 Velez Sarsfield echipa care a jucat în divizia a doua. portar este Miguel Rugilo "Leul de Wembley". José M. Noguera, de asemenea, a jucat în această echipă.

Club Atlético Vélez Sársfield este un club de fotbal argentinian cu sediul în cartierul Liniers ,Buenos Aires.Susține meciurile de acasă pe Estadio Jose Amalfitani cu o capcitate de 49.540 locuri.Clubul a câștigat de 10 ori titlul și 5 cupe internaționale.

## Lotul actual
La 3 ianuarie 2025.
| Nr. |           | Poziție | Jucător                                     |
| --- | --------- | ------- | ------------------------------------------- |
| 1   | Argentina | P       | Tomás Marchiori                             |
| 2   | Argentina | F       | Emanuel Mammana                             |
| 3   | Argentina | F       | Elías Gómez                                 |
| 4   | Argentina | F       | Joaquín García                              |
| 5   | Chile     | M       | Claudio Baeza                               |
| 6   | Argentina | F       | Aarón Quirós                                |
| 7   | Uruguay   | A       | Michael Santos                              |
| 8   | Argentina | M       | Tomás Galván (împrumutat de la River Plate) |
| 9   | Argentina | A       | Braian Romero                               |
| 10  | Argentina | A       | Álvaro Montoro                              |
| 11  | Argentina | M       | Matías Pellegrini                           |
| 12  | Uruguay   | P       | Randall Rodríguez                           |
| 14  | Argentina | F       | Agustín Lagos                               |
| 18  | Argentina | A       | Manuel Fernández                            |
| 19  | Argentina | M       | Leonel Roldán                               |
| 20  | Argentina | A       | Francisco Pizzini                           |
| 21  | Argentina | F       | Jano Gordon                                 |
| 23  | Argentina | F       | Patricio Pernicone                          |
| 25  | Argentina | P       | Franco Villalba                             |
| 26  | Argentina | M       | Agustín Bouzat (căpitan)                    |

| Nr. |           | Poziție | Jucător                                     |
| --- | --------- | ------- | ------------------------------------------- |
| 27  | Argentina | M       | Thiago Fernández                            |
| 28  | Argentina | A       | Maher Carrizo                               |
| 29  | Argentina | A       | Florián Monzón                              |
| 30  | Argentina | M       | Raúl Cabral                                 |
| 31  | Argentina | F       | Valentín Gómez                              |
| 32  | Argentina | M       | Christian Ordóñez                           |
| 33  | Argentina | M       | Kevin Vázquez                               |
| 34  | Argentina | F       | Damián Fernández                            |
| 35  | Argentina | M       | Mateo Seoane                                |
| 36  | Argentina | A       | Francisco Montoro                           |
| 37  | Argentina | F       | Tomás Cavanagh                              |
| 39  | Argentina | A       | Imanol Machuca (împrumutat de la Fortaleza) |
| 40  | Argentina | F       | Thiago Silvero                              |
| 42  | Argentina | P       | Lautaro Garzón                              |
| 43  | Argentina | F       | Isaías Andrada                              |
| 44  | Argentina | M       | Marcelo Camargo                             |
| 45  | Argentina | M       | Felipe Bussio                               |
| 46  | Argentina | M       | Maximiliano Porcel                          |
| 47  | Argentina | A       | Benjamín Bosch                              |

## Recorduri

### Apariții
Numărul total de jocuri, atât naționale cât și continentale.
Player in bold is still active with the club. Therefore, the total number of appearances is likely to change regularly.
| Rank | Player              | Apps | Career                  |
| ---- | ------------------- | ---- | ----------------------- |
| 1    | Fabián Cubero       | 458  | 1996–2007, 2008–present |
| 2    | Pedro Larraquy      | 457  | 1975–87                 |
| 3    | Raúl Cardozo        | 411  | 1986–99                 |
| 4    | Ángel Allegri       | 399  | 1946–60                 |
| 5    | Armando Ovide       | 391  | 1941–55                 |
| 6    | José Luis Chilavert | 347  | 1991–2000, 2004         |
| 7    | Christian Bassedas  | 331  | 1990–2000               |
| 8    | Carlos Bianchi      | 324  | 1967–73, 1980–84        |
| 9    | Luis Gallo          | 319  | 1965–74                 |
| 10   | Juan Carlos Bujedo  | 296  | 1979–87                 |

### Golgheteri All-Time
Total goals scored for the team, counting both league and international competitions.
| Rank | Player              | Goluri |
| ---- | ------------------- | ------ |
| 1    | Carlos Bianchi      | 206    |
| 2    | Juan José Ferraro   | 111    |
| 3    | Norberto Conde      | 108    |
| 4    | Agustín Cosso       | 95     |
| 5    | Pedro Larraquy      | 82     |
| 6    | Juan Carlos Carone  | 76     |
| 7    | Miguel Ángel Benito | 74     |
| 8    | Patricio Camps      | 70     |
| 9    | Daniel Willington   | 65     |
| 10   | Omar Pedro Roldán   | 60     |

## Topul golgheterilor

### Campionat
The following players have been Argentine Primera División top scorers playing for the club.
| Player             | Championship       | Goluri |
| ------------------ | ------------------ | ------ |
| Salvador Carreras  | 1920 AAF           | 20     |
| Agustín Cosso      | 1935               | 33     |
| Norberto Conde     | 1954               | 19     |
| Juan Carlos Carone | 1965               | 19     |
| Omar Wehbe         | 1968 Nacional      | 16     |
| Carlos Bianchi     | 1970 Nacional      | 18     |
| Carlos Bianchi     | 1971 Metropolitano | 36     |
| Carlos Bianchi     | 1981 Nacional      | 15     |
| Jorge Comas        | 1985 Nacional      | 12     |
| Esteban González   | 1990–91            | 18     |
| José Oscar Flores  | 1995 Clausura      | 14     |
| Rolando Zárate     | 2004 Clausura      | 13     |
| Mauro Zárate       | 2006 Clausura      | 12     |
| Santiago Silva     | 2010 Apertura      | 11     |
| Facundo Ferreyra   | 2012 Inicial       | 13     |

### Competiții internaționale
The following players have been top scorers in an official international competition playing for the club.
| Player           | Competition                 | Goluri |
| ---------------- | --------------------------- | ------ |
| Patricio Camps   | 1996 Supercopa Sudamericana | 4      |
| Sebastián Ereros | 2006 Copa Libertadores      | 5      |

## Premii individuale
The following players have won an official individual award while playing for Vélez.
| Player               | Award                                 | Year won |
| -------------------- | ------------------------------------- | -------- |
| José Luis Cuciuffo   | South American Team of the Year       | 1986     |
| Oscar Ruggeri        | South American Footballer of the Year | 1991     |
| Oscar Ruggeri        | Footballer of the Year of Argentina   | 1991     |
| Oscar Ruggeri        | South American Team of the Year       | 1991     |
| José Luis Chilavert  | South American Team of the Year       | 1994     |
| José Luis Chilavert  | IFFHS World's Best Goalkeeper         | 1995     |
| José Luis Chilavert  | South American Team of the Year       | 1995     |
| Roberto Trotta       | South American Team of the Year       | 1995     |
| José Luis Chilavert  | South American Footballer of the Year | 1996     |
| José Luis Chilavert  | Footballer of the Year of Argentina   | 1996     |
| José Luis Chilavert  | South American Team of the Year       | 1996     |
| José Luis Chilavert  | IFFHS World's Best Goalkeeper         | 1997     |
| José Luis Chilavert  | South American Team of the Year       | 1997     |
| José Luis Chilavert  | IFFHS World's Best Goalkeeper         | 1998     |
| José Luis Chilavert  | South American Team of the Year       | 1998     |
| José Luis Chilavert  | South American Team of the Year       | 1999     |
| Germán Montoya       | Ubaldo Fillol Award                   | 2009     |
| Nicolás Otamendi     | South American Team of the Year       | 2009     |
| Juan Manuel Martínez | Footballer of the Year of Argentina   | 2010     |
| Marcelo Barovero     | Ubaldo Fillol Award                   | 2010     |
| Santiago Silva       | South American Team of the Year       | 2010     |
| Marcelo Barovero     | Ubaldo Fillol Award                   | 2011     |

### World Cup players
The following players represented their national team in a FIFA World Cup while playing for the club. The player in bold was part of a squad that also won that edition of the World Cup.
| Nº | Player              | National team | World Cup edition |
| -- | ------------------- | ------------- | ----------------- |
| 1  | Ludovico Avio       | Argentina     | 1958              |
| 2  | Nery Pumpido        | Argentina     | 1982              |
| 3  | José Luis Cuciuffo  | Argentina     | 1986              |
| 4  | José Basualdo       | Argentina     | 1994              |
| 5  | Pablo Cavallero     | Argentina     | 1998              |
| 6  | José Luis Chilavert | Paraguay      | 1998              |
| 7  | Nicolás Otamendi    | Argentina     | 2010              |

The following players were formed in the club's youth divisions and participated in a FIFA World Cup, regardless if they did so while playing for the club.
| Nº | Player           | National team | World Cup edition(s) |
| -- | ---------------- | ------------- | -------------------- |
| 1  | Ludovico Avio    | Argentina     | 1958                 |
| 2  | Carmelo Simeone  | Argentina     | 1966                 |
| 3  | Diego Simeone    | Argentina     | 1994, 1998 and 2002  |
| 4  | Pablo Cavallero  | Argentina     | 1998 and 2002        |
| 6  | Claudio Husaín   | Argentina     | 2002                 |
| 7  | Nicolás Otamendi | Argentina     | 2010                 |
| 8  | Jonás Gutiérrez  | Argentina     | 2010                 |

## Palmares

### Național
- Primera División (10): 1968 Nacional, 1993 Clausura, 1995 Apertura, 1996 Clausura, 1998 Clausura, 2005 Clausura, 2009 Clausura, 2011 Clausura, 2012 Inicial, 2012-13 Primera División season
- Primera B (1): 1943
- Primera D (2): 1914 FAF, 1922 AAm [5][6]

### Internațional
- Copa Libertadores (1): 1994
- Intercontinental Cup (1): 1994
- Supercopa Sudamericana (1): 1996
- Copa Interamericana (1): 1994 (played in 1996)
- Recopa Sudamericana (1): 1997